# Ludwik VI (landgraf Hesji-Darmstadt)
Ludwik VI (ur. 25 stycznia 1630 r. w Darmstadt, zm. 24 kwietnia 1678 r. tamże) – landgraf Hesji-Darmstadt od 1661 r.
Ludwik był najstarszym spośród synów landgrafa Hesji-Darmstadt Jerzego II i Zofii Eleonory, córki księcia Saksonii Jana Jerzego I Wettyna.

## Rodzina
W 1650 r. Ludwik poślubił Marię Elżbietę (1634–1665), córkę księcia Holsztynu-Gottorp Fryderyka III. Ze związku tego podchodziły następujące dzieci:
- Magdalena Sybilla (1652–1712), żona księcia Wirtembergii Wilhelma Ludwika, regentka księstwa Wirtembergii 1677–1693,
- Zofia Eleonora (1653–1653),
- Jerzy (1654–1655),
- Maria Elżbieta (1656–1715), żona księcia Saksonii-Römhild Henryka,
- Augusta Magdalena (1657–1674),
- Ludwik VII (1658–1678), następca ojca jako landgraf Hesji-Darmstadt,
- Fryderyk (1659–1676),
- Zofia Maria (1661–1712), żona księcia Saksonii-Eisenberg Chrystiana.

Maria Elżbieta zmarła 17 czerwca 1665 r. w połogu. W 1666 r. Ludwik ożenił się po raz drugi, z Elżbietą Dorotą (1640–1709), córką księcia Saksonii-Gotha-Altenburg Ernesta I Pobożnego. Z tego związku pochodziło kolejne ośmioro dzieci Ludwika:
- Ernest Ludwik (1667–1739), następca brata Ludwika jako landgraf Hesji-Darmstadt,
- Jerzy (1669–1705), cesarski feldmarszałek, wicekról Katalonii 1698–1701, poległ podczas ataku na Montjuïc w czasie oblężenia Barcelony,
- Zofia Luiza (1670–1758), żona księcia Oettingen-Oettingen Albrechta Ernesta II,
- Filip (1671–1736), cesarski feldmarszałek, gubernator Mantui od 1715,
- Jan (1672–1673),
- Henryk (1674–1741), cesarski generał,
- Elżbieta Dorota (1676–1721), żona landgrafa Hesji-Homburg Fryderyka III,
- Fryderyk (1677–1708), kanonik we Wrocławiu i Kolonii, potem rosyjski generał, zmarły w wyniku ran odniesionych w bitwie pod Leśną.